# История почты и почтовых марок Таиланда
История почты и почтовых марок Таиланда охватывает развитие почтовой связи в Королевстве Таиланд (Сиам), государстве в Юго-Восточной Азии, расположенном на полуостровах Индокитай и Малакка, со столицей в Бангкоке, и включает домарочный период и этап дальнейшего развития почтовой службы в этой стране с началом эмиссии собственных почтовых марок в 1883 году и вступлением во Всемирный почтовый союз (ВПС) в 1885 году. Почтовым оператором Таиланда в современных условиях является компания Thailand Post («Почта Таиланда»).

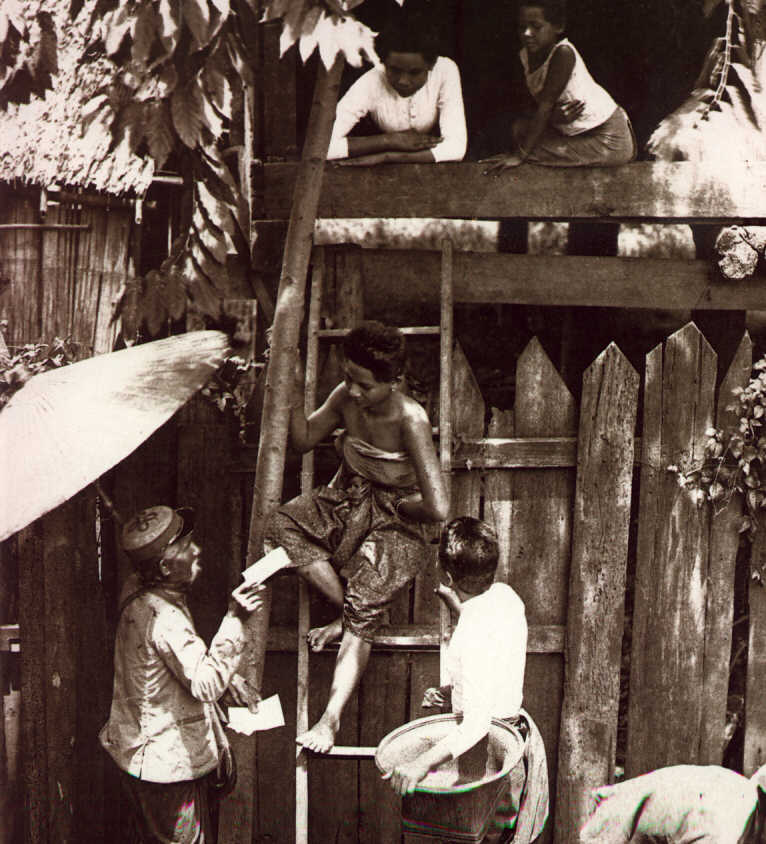
Доставка писем почтальоном во времена правления Чулалонгкорна (1853—1910), пятого короля Сиама

## Развитие почты

### Домарочный период
До выпуска Сиамом (ныне Таиланд) первой почтовой марки почтовая связь в стране носила ограниченный характер, обслуживая в основном нужды королевской семьи. Внутренняя корреспонденция перевозилась гонцами, а международные почтовые отправления доставлялись пароходом в почтовые отделения в близлежащих странах, таких как Стрейтс-Сетлментс.
Самые раннее известное почтовое отправление из Бангкока относится только к 1836 году, когда американский миссионер Дэн Бич Брэдли направил письмо своему отцу в конверте без марки.
Отделение британской консульской почты в Бангкоке было открыто Великобританией в 1858 году в результате договора, подписанного между Великобританией и Сиамом 18 апреля 1855 года, в ответ на спрос со стороны иностранных торговцев и миссионеров. Оно прекратило работу 1 июля 1885 года, в день, когда Сиам присоединился к ВПС и учредил собственную международную почтовую службу. В те времена большая часть корреспонденции из Бангкока отправлялась дипломатической почтой в Сингапур для последующей пересылки. Поэтому на большей части таких почтовых отправлений стоит гашение почтовым штемпелем Сингапура.

## Выпуски почтовых марок

### Первые почтовые марки
Сиам выпустил первую серию стандартных почтовых марок «Солот» 4 августа 1883 года.

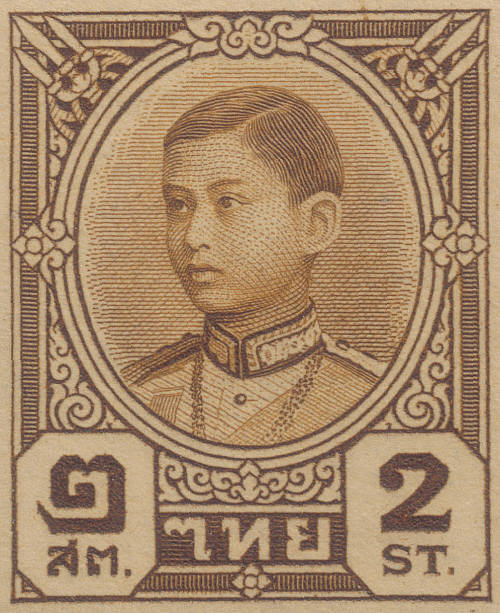
Почтовая марка Таиланда (1941)

## Местные выпуски
Ещё до появления общегосударственных почтовых марок в королевских дворцах в Бангкоке функционировала почтовая служба, которая выпускала местные марки.
В Райдкумаре в обращении были почтовые марки номиналом в 1 анна с надписью англ. «Local stamp?» и тайск. «?» («Местная марка»). Эти марки известны на красной и сине-зелёной бумаге и имели как треугольную, так и восьмиугольную форму.
Собственная почта работала и в деревне Дузитано, которая использовала почтовые марки с надписями только на тайском языке.
Кроме того, известен ещё ряд местных выпусков.

## Британская почта в Сиаме
В 1858—1885 годах в Бангкоке работало отделение Британской консульской почты, для которого в 1882—1885 годах выпускались специальные почтовые марки с надпечаткой английской буквы «B» («Б»), означающей Бангкок, на почтовых марках Стрейтс-Сетлментса.

## Коллекционирование
Знаки почтовой оплаты Таиланда включаются в альбомы, предлагаемые для коллекционеров почтовых марок по странам мира, как, например, альбом «Collecta Trans World»:

Стилизованное изображение карты Юго-Восточной Азии на обложке альбома для марок «Collecta Trans World». Таиланд представлен в левой верхней части рисунка серией марок 1968 года, посвящённой рыбам(Mi #517—524)